# Wybory parlamentarne we Włoszech w 2022 roku
Wybory parlamentarne we Włoszech w 2022 roku odbyły się 25 września 2022. W ich wyniku wybranych zostało 400 członków Izby Deputowanych i 200 członków Senatu XIX kadencji.

## Podłoże
21 lipca 2022 prezydent Sergio Mattarella oficjalnie rozwiązał parlament wyznaczając datę przedterminowych wyborów parlamentarnych na 25 września 2022 roku.

## System wyborczy
W rezultacie referendum konstytucyjnego z 2020 roku liczba członków Izby Deputowanych została zmniejszona z 630 do 400 i Senatu z 315 do 200. Zmiany w okręgach jednomandatowych zostały ostatecznie zatwierdzone i opublikowane 30 grudnia 2020 r. we włoskim dzienniku rządowym Gazzetta Ufficiale. Izba Deputowanych zmniejszyła się z 232 do 147 okręgów, a Senat ze 116 do 74.

## Data wyborów
Zgodnie z artykułami 60 i 61 Konstytucji Republiki Włoskiej, wybory obu izb włoskiego parlamentu odbywają się co pięć lat i nie później niż siedemdziesiąt dni po zakończeniu poprzedniej kadencji. 

## Rezultat
Wybory wygrała koalicja wyborcza z Giorgią Meloni na czele, uzyskując 115 senatorów na 206 miejsc, z czego 6 niewybieralnych (senatorzy dożywotni), oraz 237 deputowanych na 400 miejsc. Konserwatywna koalicja zdobyła większość bezwzględną.  